# Sólyom-kő
Romániában, Erdélyben, Tusnádfürdőtől nyugatra, az Olt folyó jobb partján található a Sólyom-kő avagy Sólyomszikla (románul Piatra Șoimilor) nevű vulkanikus plató a Nagy-Piliske meredek keleti lejtőjének alján.

## Leírás

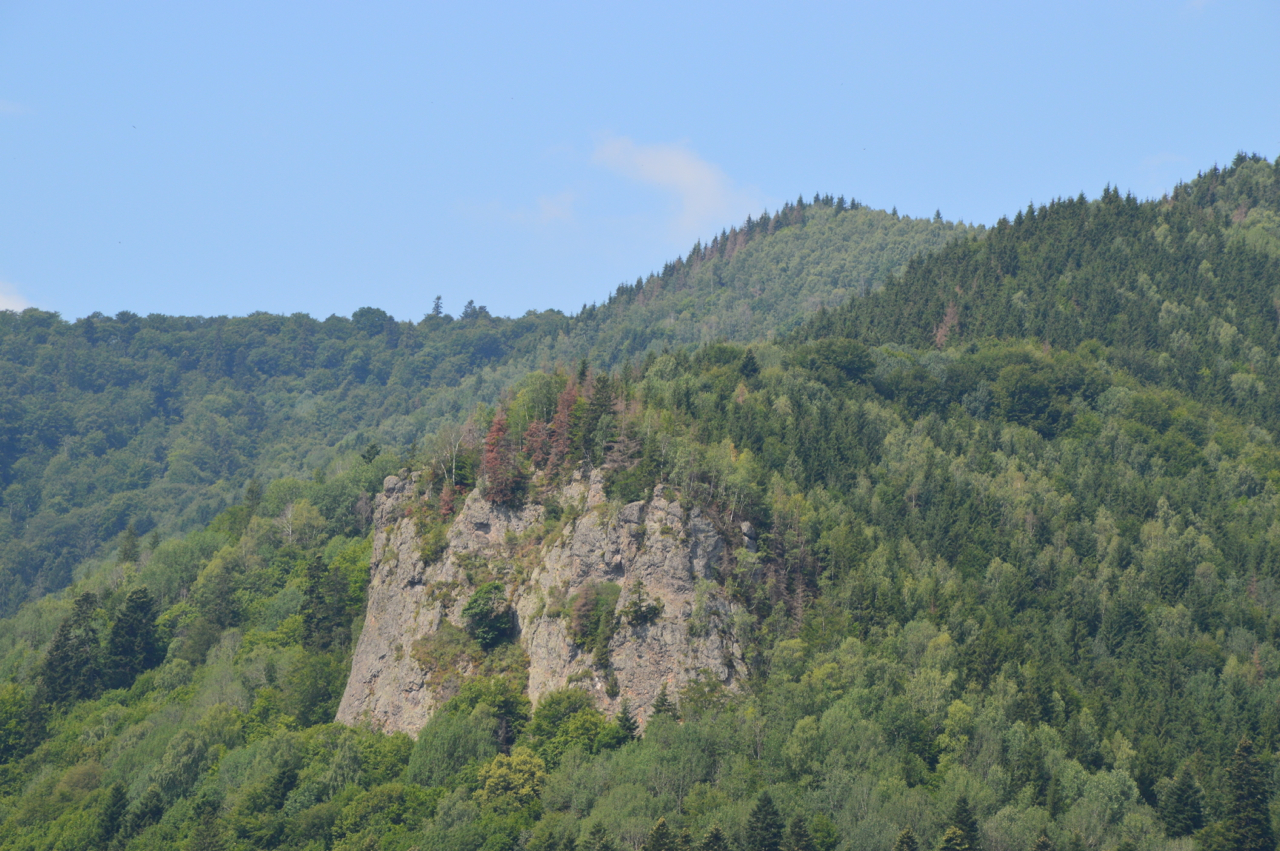
Sólyom-kő

Sólyom-kő egy andezit sziklabérc, ami 824 méteren emelkedik a magasba. Egy fakereszt található rajta. 
A szikla természetes kilátóként is szolgál. A platóról a 15 km hosszú Tusnádi-szoros, a benne kanyargó Olt folyó, Tusnádfürdő városa, szemben a Vártető, a Taca, a Szurdok-tető és a Nagy-Csomád fenyvesekkel borított sötétzöld csúcsai láthatók.
A piros háromszöggel jelzett turistaösvény vezet fel rá.

## Sólyomkővár
Az Alsó-Sólyomkő sziklacsúcsára vár épült. Ma már csak a romjai láthatók.

## Védett terület
A Sólyom-kő Természetvédelmi Rezervátum (románul Rezervatia Naturala Piatra Șoimilor) A sziklabércet övező területet 1,5 hektár kiterjedésben védetté nyilvánították köszönhetően a Teleki hölgymál (Hieracium telekianum) jelenlétének, melynek itt van az egyetlen előfordulási helye a világon.  A törékeny, sárga virágú növény a sziklarepedések között él. Az bennszülött faj szerepel a romániai növényfajok Nemzeti Vörös Listáján.

Borzas zanót (Cytisus hirsutus)

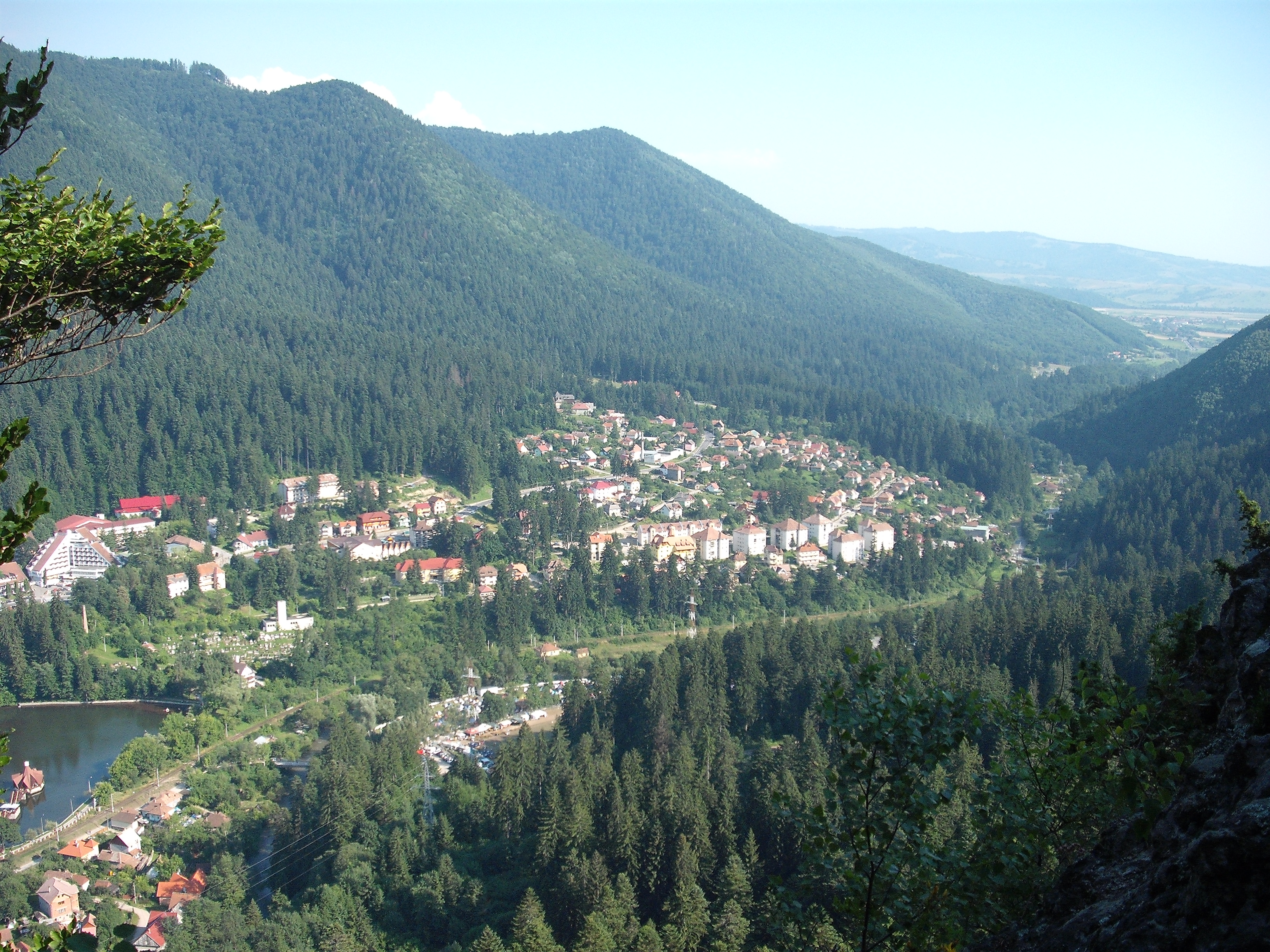
Kilátás a Sólyom-kőről dél felé Tusnádfürdőre

További sziklás élőhelyi növények itt a flórenci hölgymál (Hieracium piloselloides), a sárga kövirózsa (Sempervivum globiferum subsp. hirtum), a bablevelű varjúháj (Sedum maximum), a borsos varjúháj (Sedum acre), a márványos kövirózsa (Sempervivum marmoreum), a közönséges orbáncfű (Hypericum perforatum), a borzas zanót (Cytisus hirsutus). Előfordul még a madárberkenye (Sorbus aucuparia), a fekete áfonya (Vaccinium myrtillus), a közönséges galaj (Galium mollugo) és a közönséges boróka (Juniperus communis).
A platót körülölelő lombhullató és tűlevelű erdők által borított területen számos madárfaj (erdei pinty, ökörszem, énekes rigó, széncinege, csilpcsalpfüzike, csuszka stb.), kétéltű (barna varangy, foltos szalamandra), hüllő (lábatlan gyík, elevenszülő gyík, fürge gyík, zöld gyík, vízisikló) és emlős (vörös mókus, nagy pele, őz, vaddisznó, barna medve) él.

## Külső hivatkozások
- A Sólyomkő Rezervátum honlapja Archiválva 2018. július 6-i dátummal a Wayback Machine-ben
- Sólyomkő Archiválva 2016. szeptember 13-i dátummal a Wayback Machine-ben – Székelyföld 7 csodája
- Sólyom-kő, Tusnádfürdő Archiválva 2016. augusztus 3-i dátummal a Wayback Machine-ben – Greenharghita.ro
- Sólyomkő Természetvédelmi Rezervátum – Bailetusnad.info.ro
- Kibővült az ország egyik legszebb tanösvénye a Sólyomkő Természetvédelmi Területen Archiválva 2018. július 6-i dátummal a Wayback Machine-ben – Transindex.ro, 2012. október 4.
- Sólyom-kő túra - terjhazavandor.ro